# Греческая военно-морская академия
Греческая военно-морская академия (греч. Σχολή Ναυτικών Δοκίμων, сокращённо ΣΝΔ) — высшее военное учебное заведение Греции, занимающееся подготовкой офицеров военно-морских сил Греции. Основана 24 ноября 1845 года, является одним из старейших учебных заведений Греции. Также занимается подготовкой офицеров береговой охраны и обучением моряков зарубежных стран.

## История
Основной базой ВМС Королевства Греции в XIX веке был остров Порос. Личный состав флота пополнялся за счёт выпускников Военного училища эвелпидов. С целью подготовки исключительно офицеров флота в21 ноября 1845 года была основана Военно-морская школа, первым начальником которой стал Леонидас Паласкас. Первоначально академия размещалась на корвете «Лудовикос», а в дальнейшем в качестве центра академией использовались разные боевые корабли. Основным препятствием для развития школы был конфликт интересов двух сторон: с одной стороны были ветераны Войны за независимость Греции, которые использовали устаревшие методы подготовки офицеров и методы ведения боя, с другой стороны были сторонники современного искусства боевых действий н море. Лидерами двух противодействующих сторон были капитан Рафаль, выступавший за прогрессивный подход к ведению боевых действий, и опытный лейтенант Паласкас: именно последний после вмешательства министерства военно-морского флота стал руководителем школы, что сказалось худшим образом на уровне подготовки моряков.
Греческий флот по себе был слаб и мог в лучшем случае бороться против разбойников и осуществлять контроль за перевозками товаров. В ноябре 1862 года на фоне политической нестабильности, связанной со свержением Оттона I, военно-морскую школу перенесли на борт парохода «Эллас», а её начальником назначили лейтенант-коммандера Кумеласа, однако из-за административных проблем школа не могла вести толковую подготовку. Через 7 месяцев школа была перенесена на борт брига «Афина», однако проблемы продолжали накапливаться, что сказывалось на качестве подготовки моряков. С сентября 1871 года школа размещалась на борту корвета «Месолонги» (бывший «Лудовикос»), а с 1882 года — на борту «Ареса».
В 1884 году при поддержке французской военно-морской миссии были возведены новые здания для проведения соответствующих занятий, а школа обрела более-менее современный вид, став той самой академией. Официальное открытие состоялось в августе 1884 года при поддержке премьер-министра Харилаоса Трикуписа, заинтересованного в развитии греческого флота. В 1888 году первые выпускники академии получили звание мичманов, в мае 1892 года штаб академии был перенесён на борт пароходофрегата «Эллас», где находился на протяжении 13 лет. В 1905 году академия официально была перенесена в гавань Пирея, где находится и по сей день. Строительство трёх соответствующих помещений велось на средства мецената Пантелиса Вассаниса.
Выпускники Военно-морской академии участвовали в Первой Балканской войне: один из них, Иоаннис Пастрикакис, погиб в боях против турецких войск за остров Хиос. В дальнейшем численность обучающихся в академии курсантов росла. Выдвигалась идея назначить на должность начальника академии офицера ВМС Великобритании в звании капитана, однако её отвергли, чтобы подобной идеей не пользовались в своих целях оппозиционные политические партии, имевшие поддержку со стороны некоторых иностранных военных делегаций. В межвоенные годы академия сосредоточилась на дальнейшем повышении квалификации выпускаемых офицеров, делая упор на подготовку морских инженеров, казначеев, офицеров для службы в портах и инженерах-кораблестроителях. Также в академию стали приниматься иностранные офицеры ВМС. В качестве учебного судна стал использоваться парусник «Арес».
Часть кадетов после начала итало-греческой войны получили звание мичманов, другая часть — старшин; офицеры портов были переведены на торговые суда, часть офицеров были отправлены в отпуск на неопределённый срок. После вторжения вермахта в Грецию руководство академии было эвакуировано на борт крейсера «Георгиос Авероф», который с 17 мая 1942 года стал центром академии. Позже академия была переведена в Александрию, где оставалась до конца войны. Во время оккупации Греции сами здания академии в Пирее использовались командованием Кригсмарине в южной части Эгейского моря.
Кровавые последствия декабрьских событий в Афинах 1944 года привели к тому, что академия смогла возобновить свою работу только 5 ноября 1945 года. В 1962 году академия снова начала заниматься подготовкой иностранных военнослужащих, а также была отмечена Золотой медалью Афинской академии. В 1968 году академия получила статус высшего учебного заведения, а в 2003—2005 годах её преподавательская деятельность была закреплена формально законодательством. В наши дни военно-морская академия является одним из наиболее престижных высших учебных заведений Греции.

## Помещения
Академия состоит из двух корпусов: 3-этажного учебного корпуса, где проводятся занятия (не менее 21 аудитории для занятий), и 4-этажного спального корпуса, где живут и спят кадеты (в том числе три зала вместимостью по 200 человек каждый). В Академии есть плавательный бассейн, библиотека, музей и компьютерный тренажёр.

## Обучение
Ежегодно в академии обучаются около 400 человек по 4-летним учебным программам. Обучаться могут как юноши, так и девушки-выпускники средних школ: им необходимо успешно сдать выпускные Всегреческие экзамены и подать соответствующие документы. После подачи документов кандидаты проходят соответствующее медицинское обследование: в Академию принимаются лица с отменным здоровьем и лучшими результатами экзаменов. Принятые в Академию проходят курс молодого бойца, длящийся от 3 до 4 недель, после чего приносят воинскую присягу и зачисляются в ряды ВМС в качестве кадетов.
В самой Академии курсанты проходят соответствующую строевую и боевую подготовку, а также получают необходимое им высшее образование, изучая общие гражданские дисциплины и необходимые им военные дисциплины. Многие из выпускников академии в дальнейшем нашли своё призвание в науке, технике и политике. Учебный год начинается в сентябре и состоит из двух семестров: зимнего (до середины февраля) и весеннего (до середины июня). По окончании каждого семестра учащиеся в течение трёх недель сдают письменные экзамены. В течение учебного года один раз зимой и один раз летом кадеты отправляются в учебный круиз на одном из флотских кораблей с целью приобретения практических навыков действий и подробного знакомства с особенностями службы в рядах ВМС Греции. Также курсанты проходят обучение на двух морских симуляторах, представляющих собой симуляцию капитанского мостика на боевом корабле: один симулятор в Академии, второй в учебном центре Паласкас.

## Выпускники
Выпускники Академии получают звание мичмана и могут продолжить службу в рядах ВМС Греции. Они могут служить вахтёнными офицерами или инженерами с возможностью быть прикомандированными к экипажу подводной лодки, вертолёта или самолёта. Также они могут быть прикомандированы к команде подводных диверсантов: служба в каком-либо из соответствующих экипажей или подразделений позволяет им приобрести навыки, необходимые для дальнейшей успешной службы. Выпускники могут проходить дальнейшее обучение в других учебных заведениях не только ВМС Греции, но и в принципе Вооружённых сил Греции (в том числе Школе национальной обороны, окончание которой приравнивается к окончанию аспирантуры). Успешные офицеры, дослужившиеся до звания лейтенанта, могут пройти также обучение в одном из западных университетов с возможностью получить закончить своё обучение в аспирантуре по одной из прикладных специальностей (электроника, производство оружия, компьютерные науки, кораблестроение, исследование операций и т.д.).
Помимо офицеров ВМС Греции, академия занимается подготовкой военнослужащих береговой охраны, которые могут после окончания трудоустроиться в Министерство торгового флота и островной политики Греции. В Академии могут учиться иностранцы, которые перед поступлением проходят специальные подготовительные курсы для иностранцев. В свою очередь, курсанты Академии могут в соответствии с программой Erasmus проходить обучение по обмену в военно-морских академиях других стран Европы. С 2020 года Греческая военно-морская академия в рамках сотрудничества с университетом Пирея проводит набор в аспирантуру по программе «Управление в сфере морской науки и технологий».